# دار مصطفى باشا
 دار مصطفى باشا هو قصر مورسيكي، يقع في قصبة، الجزائر العاصمة، الجزائر. يضم المتحف الوطني للزخرفة والمنمنمات وفن الخط. الدار مصنفة (في سنة 1992) تراثًا عالميًا من طرف اليونسكو. بصفته جزءا من المدينة العتيقة «القصبة».

## الموقع
يقع القصر في قصبة الجزائر الجزائرية، والمدخل الرئيسي للقصر في شارع أحمد ومحمد مشري.
يقع القصر بالقرب من ثلاث جوامع كبيرة ومشهورة إلى اليوم هي «جامع كتشاوة» و«الجامع الكبير» و«الجامع الجديد».

## التاريخ
بناه الداي مصطفى باشا بين 1798 و1799. للإقامة العائلية للدَّاي وزوجته وأطفاله، وحرسه الشخصي، ولخدمه وخادماته، وكان كذلك مقرًا لاستقبال ضيوف الدَّاي المميزين، من بينهم نجل ملك فرنسا «دوق أورليانز».
استعمل منذ إحتلال الفرنسيين للجزائر سنة 1830 مقرًا للفوج للمشاة الخفيفة، احتل القصر الجنرال دي تروبريان، وقد عُين قصرًا شتويًا للحاكم الفرنسي للجزائر بين 1839-1841. في عام 1846، أستغل مقرًا للمكتبة الوطنية. والتي ضمّت مخطوطات فاق عددها 2000 مخطوط نهبها المستعمر من المكتبات العائلية في مدينة قسنطينة بعد احتلالها سنة 1837م. ليصنف عام 1887 من طرف المستعمر إلى معلم تاريخي.
، وصنف ضمن التراث العالمي من قبل اليونسكو، ليصبح خلال 2007 متحفا وطنيا للزخرفة والمنمنمات وفن الخط بمرسوم وزاري تنفيذي، بعد عملية ترميم حاول من خلالها القائمون على المشروع دعم البناية، مع الحفاظ على كل خصوصياتها.
بعد استقلال البلاد، كان يضم وزارة الشؤون الدينية، ثم حولت السلطات الجزائرية القصر إلى متحف وطني للزخرفة والمنمنمات وفن الخط، في 7 نوفمبر عام 2007، في إطار الاستثمار الثقافي لمنطقة «القَصبة العتيقة»، المُصنّفة كتراث عالمي للإنسانية. وقد صنف القصر كأثر تاريخي في عام 1982.

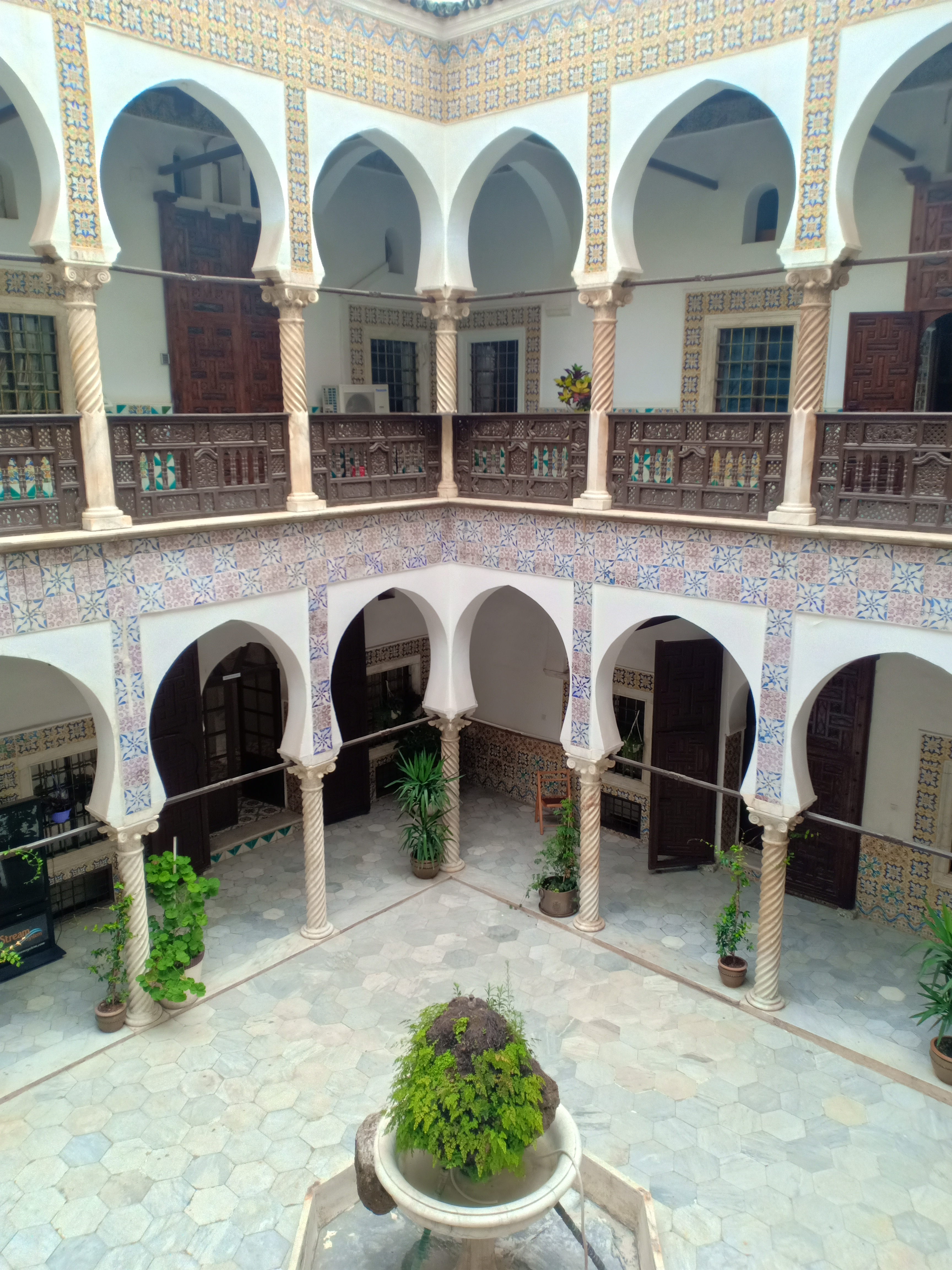
فناء القصر

## الوصف
يقع المدخل الرئيسي للقصر في شارع أحمد ومحمد مشري، يوجد في «قصر مصطفى باشا» ساحة تسمى «صحن الدار» مصفوفة من البلاط الروماني، تتوسطها نافورة رخامية، وطابقين سفلي وعلوي، تتماسك فيما بينها بأعمدة رخامية صلبة، وبه 8 غرف، حولتها السلطات الجزائرية إلى متحف للخط الأصيل، لكن يمنع على الزوار والصحفيين تصوير تلك الغرف. توجد في جهة اليمنى من مدخل القصر سلالم خاصة بالدَّاي وعائلته فقط، تؤدي إلى الغرف الخمس الموجودة في الطابق العلوي، وفي الجهة اليسرى منه توجد سلالم أخرى مخصصة للخدم والخادمات. وفي الطابق العلوي يوجد قسمين آخرين، واحدا للحَمَّام الخاص «بالداي وعائلته»، والآخر للمطبخ الكبير الذي يضم 7 مدخنات على طريقة قصر «حريم السلطان».
يبدأ القصر بمدخل طويل نسبيا يُسمّى «السّقيفة» والذي يؤدي إلى الفناء الرئيسي القصر «صحن القصر»، وهو مكان مفتوح على الهواء يتوسّط البناء في قلبه نافورة، وتحمل طوابق القصر الثلاث أعمدة رخامية سميكة مُلتوية الفناء محمي بقباب متراصة وموزعة بمنافذ زخرفية تشكل مقاعد للنوافذ. وهناك أيضا مدخل ثاني للقاعة التي تطل على بابين مؤطرين بالرخام. هذا يربط السقيفة الرئيسية التي يستخدمها الزوار لدخول الفناء الداخلي. ويحيط بمركز الشقق السكنية أروقة مدعومة بأقواس ترتكز على أعمدة رخامية وتتميز بالبلاط المزخرف. يتم دعم الأسقف بعوارض خشبية تغطيالأروقة في الطابق الأرضي والطابق الأول من القصر.

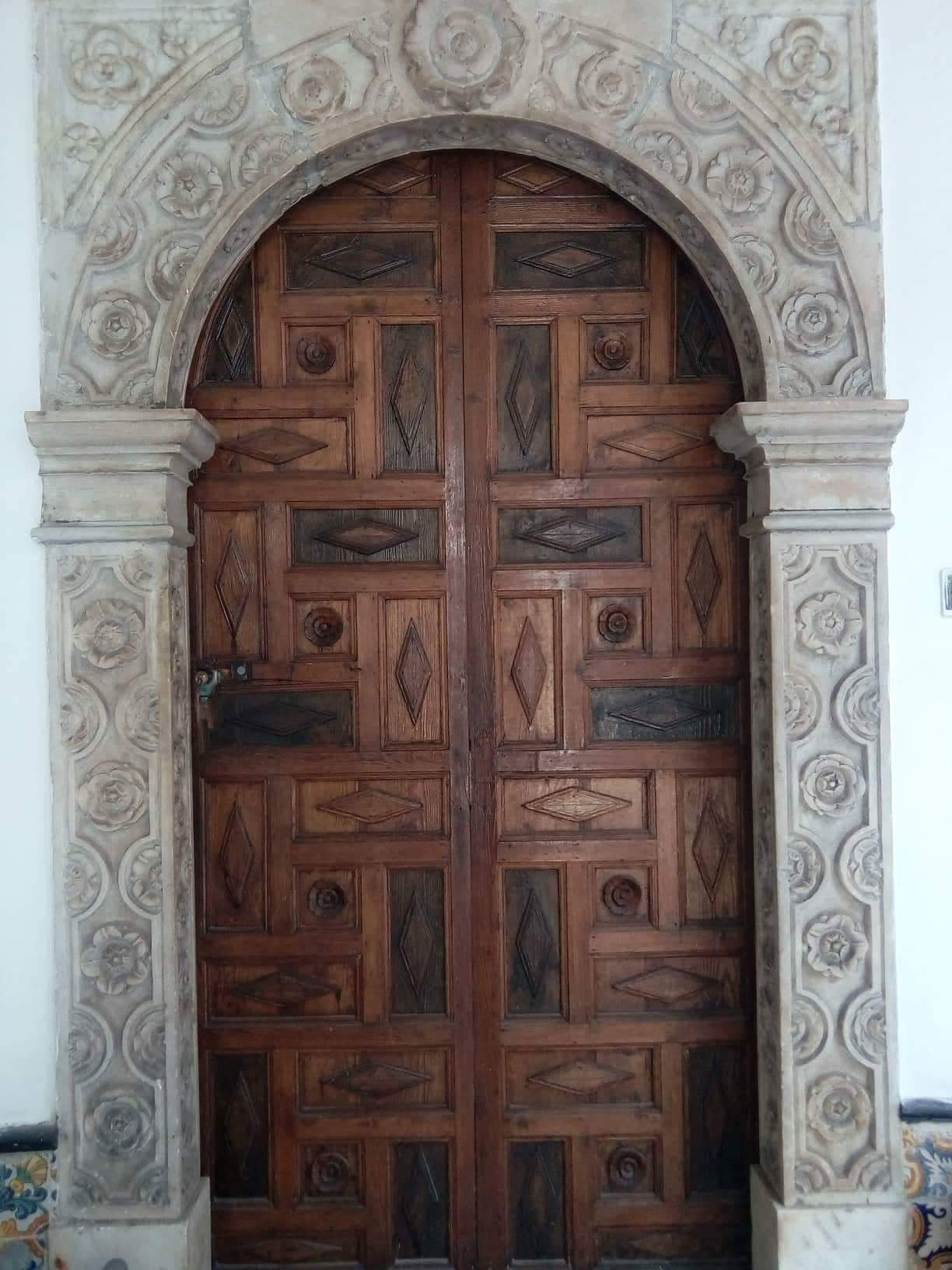
باب
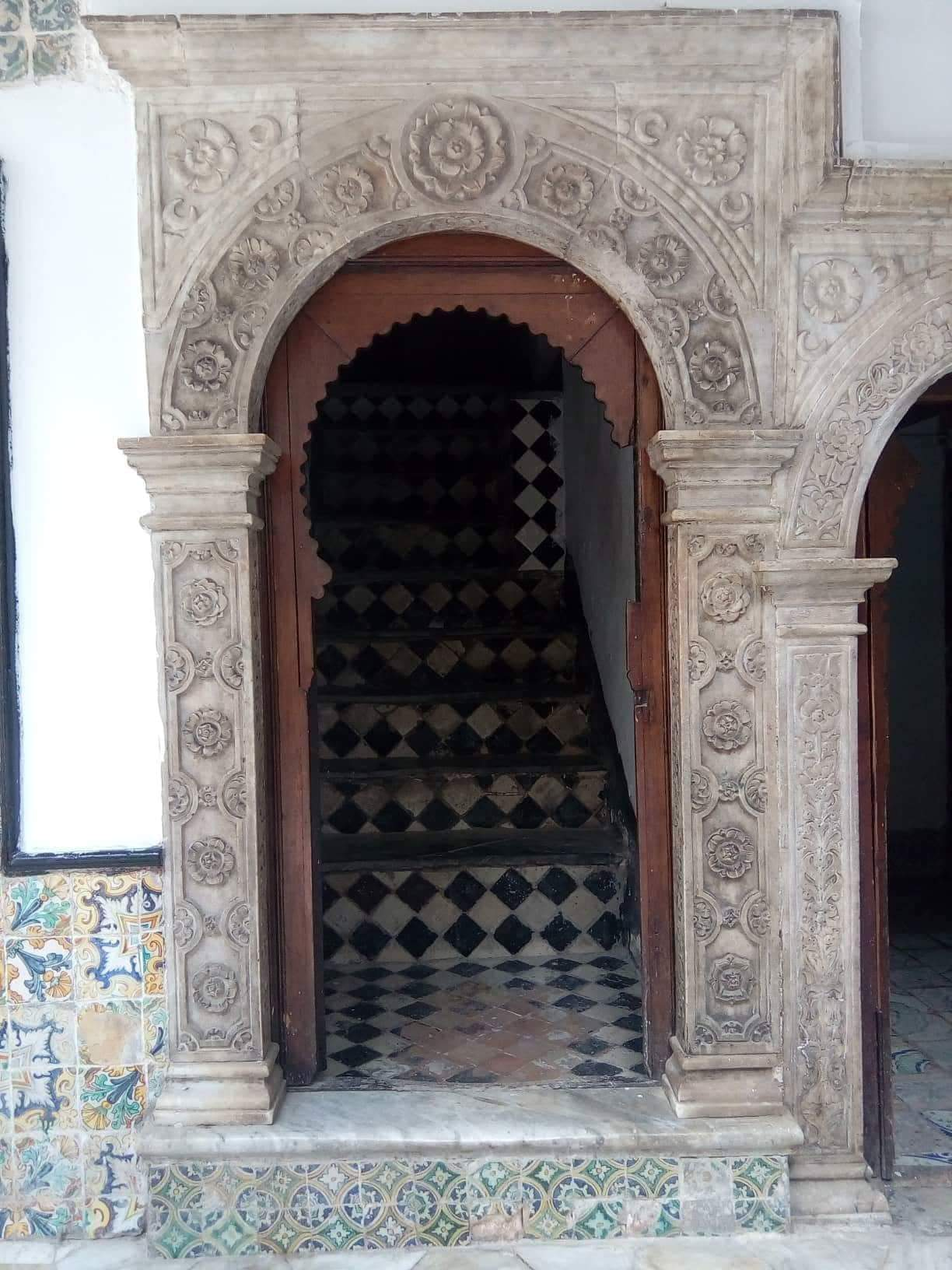
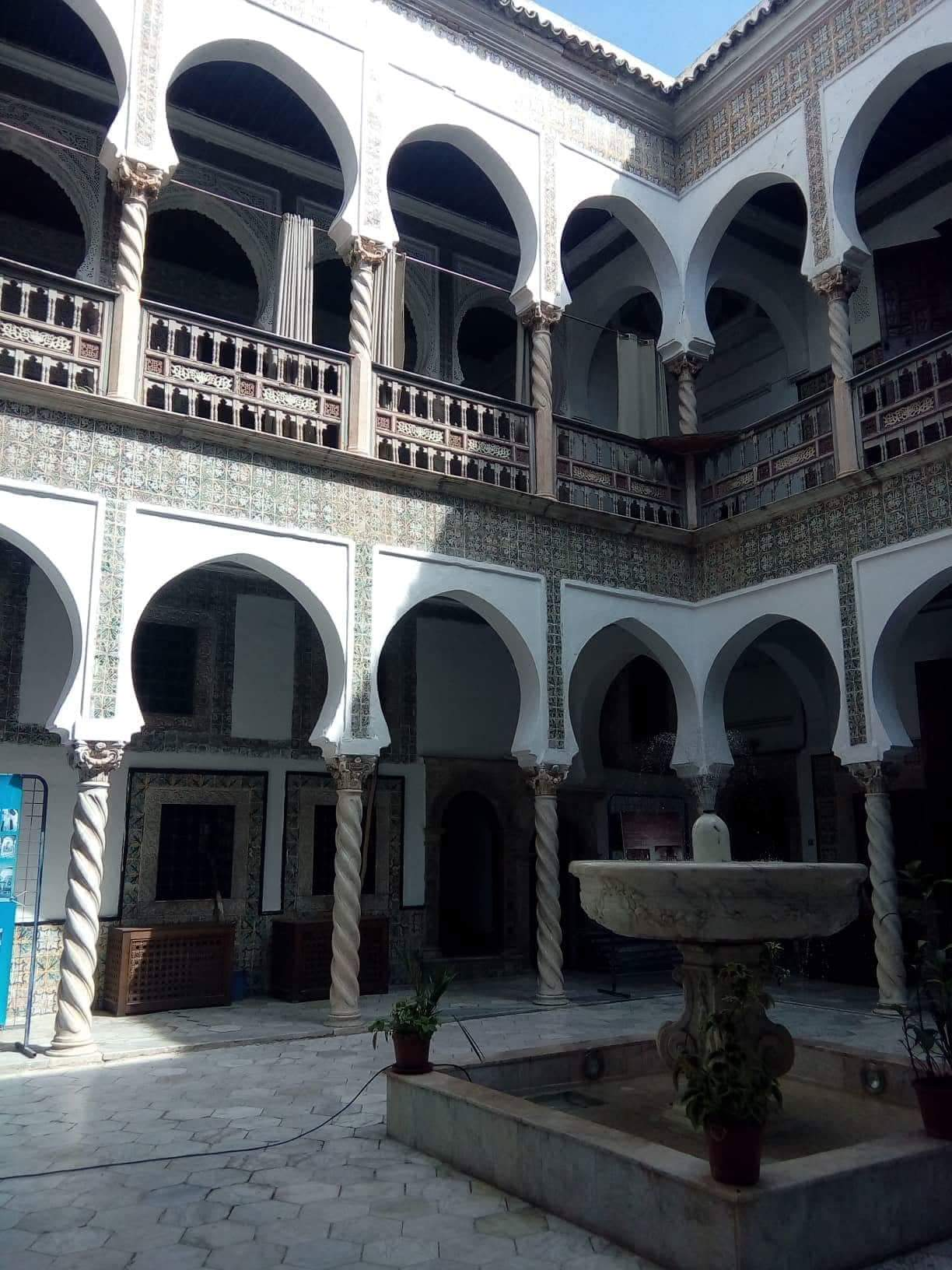
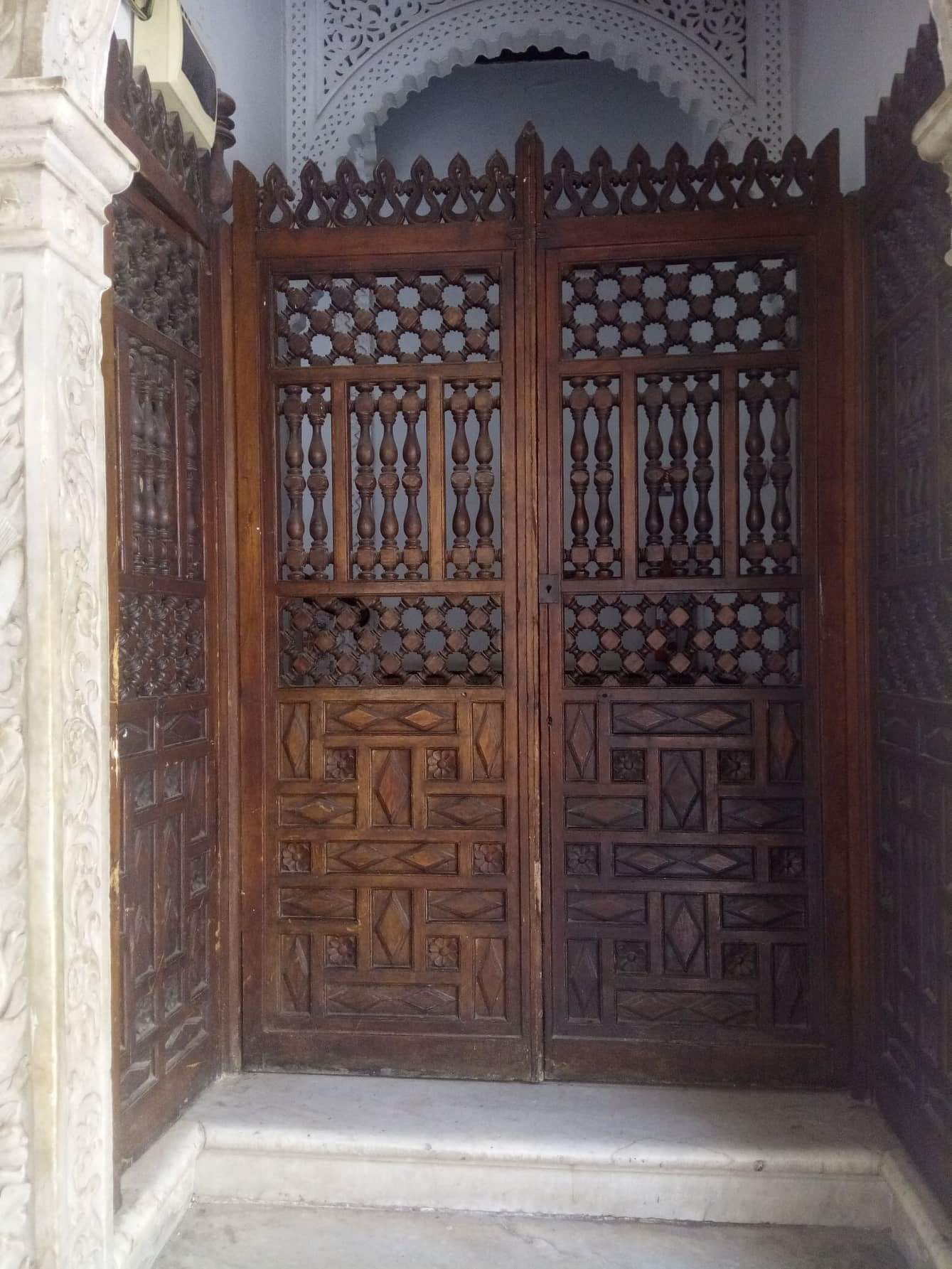

## روابط خارجية
- بالصور.. «قصر مصطفى باشا» في الجزائر.. قصة عثمانية عمرها 200 عام
- قصر الدَّاي مصطفى باشا في قصبة مدينة الجزائر

36°47′08″N 3°03′39″E / 36.78566°N 3.06084°E